# Lavička Václava Havla v Karlových Varech
Lavička Václava Havla v Karlových Varech vznikla roku 2015 z výtěžku veřejné sbírky a finančního příspěvku města. Je umístěna v sadech Karla IV. u Labitzkého lávky vedoucí k hotelu Pupp.

## Historie

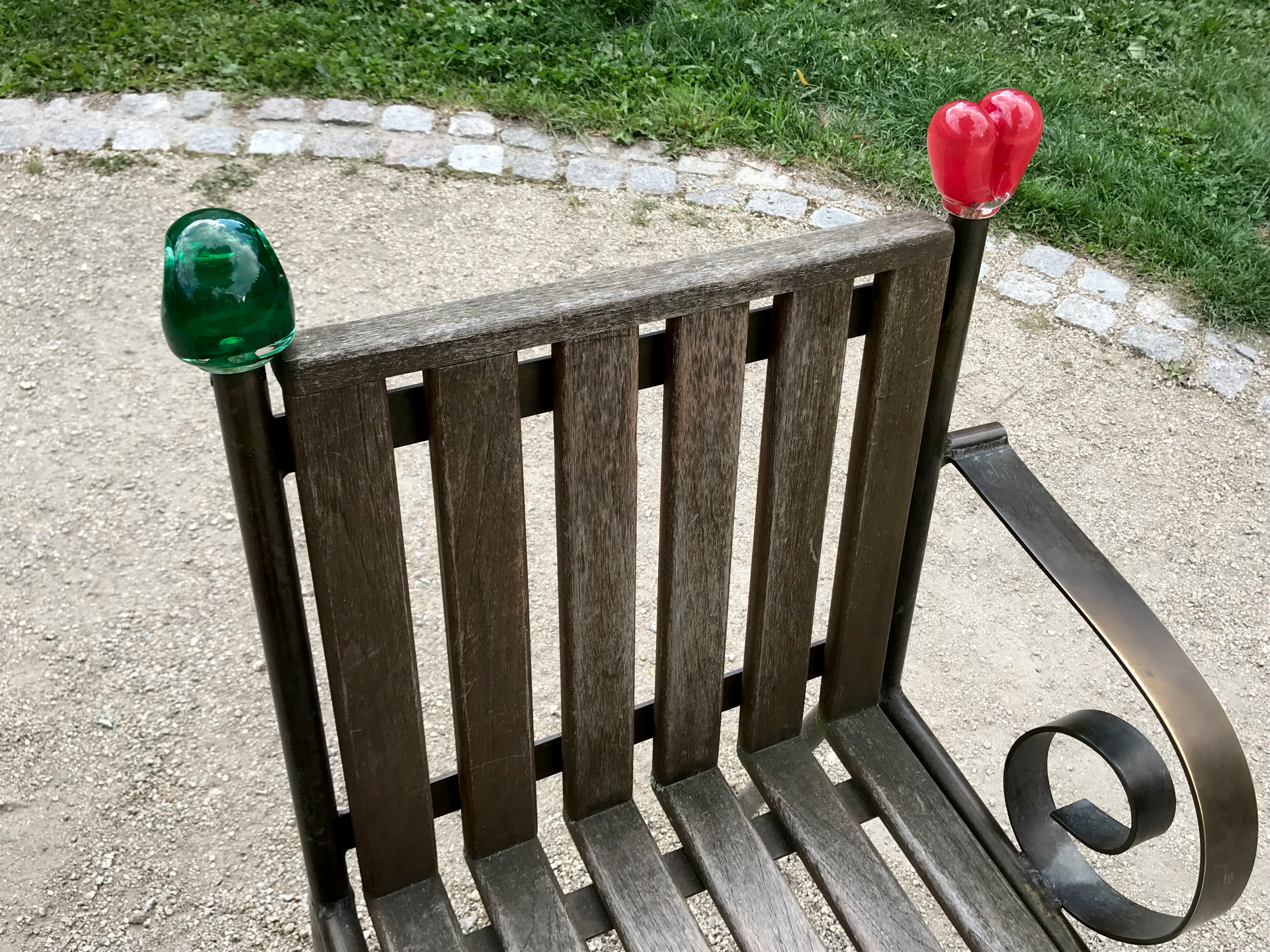
Detail křesla s jednou područkou a ozdobenou opěrkou

Lavička Václava Havla je projekt vytváření pamětních míst věnovaných Václavu Havlovi. Ta v Karlových Varech byla slavnostně odhalena dne 5. července 2015 při oslavách jubilejního 50. ročníku karlovarského filmového festivalu. Stala se tak devátým městem v České republice, kde vzniklo Havlovo místo. Odhalení se zúčastnila i Dagmar Havlová a společně tehdy s bývalým primátorem města Petrem Kulhánkem jako první usedli na novou lavičku.
Přípravné práce na tento okamžik trvaly dva roky. Do financování akce se aktivně zapojili i karlovarští občané, kteří ve sbírce vybrali téměř 20 tisíc korun. 260 tisíc korun doplatilo ze své pokladny město.

Události se zúčastnila i tehdejší ředitelka Knihovny Václava Havla Marta Smolíková. Uvedla jeden z důvodů, proč se Havlova lavička objevila v Karlových Varech:
Karlovy Vary jsou filmové město a Václav Havel pocházel z filmové rodiny, jeho strýček byl zakladatel barrandovských studií. Tady je ta souvislost nasnadě.

Smolíková dále uvedla: „První český prezident na festival rád jezdil. A to ještě také v dobách, kdy se věnoval spíš psaní než úřadu. Jezdil už na první ročníky festivalu, kdy bydlíval ještě tehdy ve stanu. A pak samozřejmě už sem jezdil jako prezident, v 90. letech a později.“

## Popis
Lavička je umístěna v parku před Císařskými lázněmi nedaleko sochy Karla IV. Autorem byl architekt Bořivoj Šípek, který přišel s jednoduchým a přitom kreativním designem symbolizujícím demokratickou otevřenost k dialogu – místo tvoří dvě kovodřevěná křesla, která mají na opěrkách skleněná srdíčka a kapky v červené a zelené barvě. Každé křeslo má jen jednu područku, aby řečníky dělil pouze stůl. Je kulatý a jeho středem prorůstá lípa, národní strom České republiky. Autor sám instalaci nazval „Hovoří demokracie“.

## Blízký „48. strom Olgy Havlové“
Projekt Strom Olgy Havlové založil Výbor dobré vůle – Nadace Olgy Havlové. V roce 2018 by se Olga Havlová byla dožila 85 let. K této příležitosti se po celé České republice vysadilo 85 stromů dobré vůle. 
Pamětní deska u 48. stromu Olgy Havlové byla slavnostně odhalena v Karlových Varech dne 11. července 2018, tedy právě v den jejích nedožitých 85. narozenin. Strom – třešeň připomínající zakladatelku nadace a bývalou první dámu Československé a České republiky – byl zasazen v sadech Karla IV. v blízkosti lavičky Václava Havla. Slavnosti se zúčastnil tehdejší primátor města Petr Kulhánek, náměstci primátora Čestmír Bruštík, Michal Riško a Jiří Klsák. Za Nadaci Olgy Havlové byly přítomné ředitelka Monika Granja a manažerky Libuše Bautzová a Hana Füleová.